# Sauropus amoebiflorus
Sauropus amoebiflorus är en emblikaväxtart som beskrevs av Airy Shaw. Sauropus amoebiflorus ingår i släktet Sauropus och familjen emblikaväxter. Inga underarter finns listade i Catalogue of Life.